# آندریا مولینا
آندریا مولینا اولیوا (زاده ۲۸ مارس ۱۹۷۰) بازیگر، تاجر و سیاستمدار شیلیایی است. او در اوایل دوران بازیگری خود، با بازی در سریال داستان‌های سوزی به محبوبیت دست یافت. او بعداً در برنامه خدماتی سلام آندریا و زن، سکوت را بشکنید ظاهر شد، برنامه ای که به موارد خشونت جنسیتی می‌پرداخت. او برای دو دوره متوالی از سال ۲۰۱۰ تا ۲۰۱۸ به عنوان عضو اتاق نمایندگان شیلی خدمت کرد.
آندره آ مولینا در ۲۸ مارس ۱۹۷۰ در سانتیاگو به دنیا آمد.

## زندگی شخصی
مولینا در ۱۸ سالگی با جرالد کلینفرچر ازدواج کرد و اولین دخترش را با او به دنیا آورد. آنها در سال ۲۰۰۳ طلاق گرفتند.
او در سال ۲۰۰۵ با گونزالو روخاس ویلدوسولا ازدواج کرد و صاحب دومین دخترش شد. آنها در سال ۲۰۱۲ از هم جدا شدند و بعداً طلاق گرفتند.
در ۱ ژوئیه ۲۰۱۰، مولینا در آونیدا سانتوس اوسا در والپارایسو دچار یک تصادف شدید رانندگی شد. در ۱۶ سپتامبر ۲۰۱۲، او در یک سانحه دیگر در بخش کبرادیلا در کمون La Ligua گرفتار شد، زمانی که یک تاکسی با کامیونی که او با دخترانش در آن سفر می‌کرد برخورد کرد. او دوباره با جراحات جزئی به پایان رسید و ساعاتی بعد آزاد شد.

## نقش‌های تلویزیونی
- خانم تلویزیون (۱۹۹۲، شبکه)
- همه چیز برای نقره (شبکه)
- مسابقه سرگرمی جیپ (شبکه)
- شورش در کشتی (تلویزیون ملی شیلی)
- سوکوپیرا (۱۹۹۶، تلویزیون ملی شیلی) - لونا دل آلبا
- هوگو (تلویزیون ملی شیلی) – میزبان جایگزین
- داستان‌های سوزی (۱۹۹۷، تلویزیون ملی شیلی) - سوزی
- شب جام جهانی (۱۹۹۸، تلویزیون ملی شیلی) - یکی از مجریان
- قلب شکسته (۱۹۹۹–۲۰۰۰، تلویزیون ملی شیلی) - خودش
- سلام آندریا (۲۰۰۱–۲۰۰۶، مگا) – میزبان
- زن، سکوت را بشکن(۲۰۰۳–۲۰۰۴, مگا) – میزبان
- ماندیولا و شرکت (۲۰۰۸، مگا) – برونا ادواردز (ظاهر ویژه)